# Yael Martínez
Yael Esteban Martínez Velázquez (* 1984) je mexický fotograf, sídlící v Guerreru. V roce 2019 získal grant Eugena Smithe.

## Dílo
V cyklu The House That Bleeds se věnuje tématu tisíců nezvěstných občanů v celém Mexiku, o kterých se často domnívají, že jsou mrtví, kvůli nárůstu organizovaného zločinu a obchodování s drogami. Grant Eugena Smithe pomůže Martínezovi zrealizovat závěrečnou kapitolu této dlouhodobé práce. Může tak fotografovat manželky a matky těchto obětí, které zpochybňují všechny aspekty mexických sociálních, kulturních a politických struktur s cílem zjistit osud svých blízkých. Jeho konečným cílem je vytvořit kompletní soubor, který pomůže řešit situaci a najde způsob, jak čelit násilí, které rozbíjí komunity, a to jak fyzicky, tak emočně.

## Ocenění
- 2016: Nadace Magnum, grant Emergency Fund.[2]
- 2019: 2. cena, dlouhodobé projekty, příběhy, World Press Photo, za The House That Bleeds.[6]
- 2019: W. Eugene Smith Grant, Cena W. Eugena Smithe, cena 40 000 dolarů.[7]